# Нежно нежније
Нежно нежније је осми студијски албум српске фолк певачице Наде Топчагић, издат 1987. године за ПГП РТБ. Продуцент је био Драган Александрић. Аранжмане је радио Лаза Ристовски.

## Списак песама
| №  | Назив                       | Текст             | Музика             | Трајање |  |
| 1. | Нежно нежније               | Миодраг Ж. Илић   | Драган Александрић | 3:55    |  |
| 2. | Не дам да тугу други виде   | Зоран Живановић   | Драган Александрић | 3:30    |  |
| 3. | Заборави                    | Радмила Мудринић  | Драган Александрић | 4:07    |  |
| 4. | Не дај да ме избришу године | Стојанка Папков   | Драган Александрић | 2:47    |  |
| 5. | Разби још једну чашу        | Светлана Николић  | Драган Александрић | 3:00    |  |
| 6. | Године иду                  | Милорад Цветковић | Рођа Раичевић      | 3:40    |  |
| 7. | Љубави срећно ти било       | Радмила Мудринић  | Драган Александрић | 3:10    |  |
| 8. | Нећу се одрећи тебе         | Миодраг Ж. Илић   | Драган Александрић | 2:05    |  |